# Future 2 Future
Future 2 Future från 2001 är ett musikalbum av den amerikanske jazzpianisten Herbie Hancock. Hancock har här återförenats med basisten Bill Laswell. De samarbetade på 1980-talet med albumen Future Shock, Sound-System och Perfect Machine och försökte nu att upprepa succén från dessa album.

## Låtlista
1. Kebero Part I (Herbie Hancock/Bill Laswell/Carl Craig/GiGi) – 3:10
2. Wisdom (Herbie Hancock) – 4:55
3. The Essence (Herbie Hancock/Chaka Kahn/Bill Laswell) – 5:29
4. This is Rob Swift (Herbie Hancock/Rob Swift/Bill Laswell/Jack DeJohnette) – 5:12
5. Black Gravity (Herbie Hancock/Bill Laswell) – 4:48
6. Tony Williams (Herbie Hancock/Tony Williams/Bill Laswell/Dana Bryant) – 8:51
7. Be Still (Herbie Hancock/Bill Laswell/Imani Uzuri) – 0:33
8. Ionosphere (Herbie Hancock/Karsh Kale/Bill Laswell) – 6:55
9. Kebero Part II (Herbie Hancock/Bill Laswell/Carl Craig/GiGi) – 6:09
10. Alphabeta (Herbie Hancock/Bill Laswell) – 4:00
11. Virtuel Hornets (Herbie Hancock/Bill Laswell) – 5:29

## Medverkande
- Herbie Hancock – keyboard
- Wayne Shorter – tenor- & sopransax (spår 6, 7, 11)
- Bill Laswell – bas (spår 4, 6)
- Charnett Moffett – bas (spår 3, 7, 11)
- Jack DeJohnette – trummor (spår 4, 7, 9, 10, 11)
- Tony Williams – trummor (spår 6)
- Karsh Kale – trummor (spår 3, 8)
- GiGi – sång (spår 1, 9)
- Elenni Davis-Knight – sång (spår 2)
- Chaka Khan – sång (spår 3)
- Dana Bryant – sång (spår 6)
- Imani Uzuri – sång (spår 7)
- Rob Swift – programmering (spår 4)
- A Guy Called Gerald – programmering (spår 5)
- Carl Craig – programmering (spår 9)